# Кологривов, Андрей Семёнович
Андрей Семёнович Кологривов (1774 или 1775 — декабрь 1825, Москва) — генерал от кавалерии (1807 год), участник Наполеоновских войн, брат Алексея Кологривова.

## Биография
В службу вступил 10 декабря 1785 года рейт-пажом. Участвовал в боевых действиях против шведов в Финляндии (1788 год). 4 ноября 1789 года произведен в поручики по армии, с назначением находиться при штате главной конюшни цесаревича Павла Петровича, и в дальнейшем пользовался его расположением. Переведен 8 ноября 1791 года с чином ротмистра в Кирасирский наследника-цесаревича полк. За отличие при быстром сформировании гусарского эскадрона 13 мая 1793 года произведен в секунд-майоры.
Был отправлен Павлом Петровичем в Германию с тайным поручением к принцу Ольденбургскому; по возвращении 11 февраля 1796 года произведён в премьер-майоры и назначен командиром гатчинской кавалерии, в мае того же года — комендантом Павловска.
После вступления Павла I на престол в 1796 году в течение 20 дней был произведен в полковники, бригадиры, генерал-майоры, был награждён орденом Святой Анны 2-й степени и назначен шефом лейб-гвардии Гусарского и Казачьего полков, затем был последовательно назначен инспектором кавалерии Литовской, Лифляндской и Киевской инспекций. Произведён в генерал-лейтенанты 6 апреля 1798 года. В вечер цареубийства 

Генерал Кологривов, который командовал гусарами и был верный и преданный слуга императора, был у себя дома и играл в вист с генерал-майором Голенищев-Кутузовым, который служил под его начальством. Ровно в половине первого той ночи Кутузов вынул свои часы и заявил Кологривову, что он арестован, и что ему приказано наблюдать за ним. Вероятно, Кутузов принял необходимые меры на случай сопротивления со стороны хозяина дома.— Н. Саблуков
В 1805 командовал гвардейской кавалерией в битве под Аустерлицем. В кампанию 1806—1807 гг. командовал гвардейским корпусом, участвовал в сражениях при Гуттштадте, при Гейльсберге, в битве при Фридланде командовал правым флангом русской армии. За отличия в этих сражениях был награждён орденом Св. Георгия 3-го класса. 22 октября 1807 уволен в отставку (формально — по болезни) с производством в генералы от кавалерии.
Вновь принят на службу 2 октября 1812 года и назначен командовать кавалерийскими резервами для действующей армии. В это время являлся прямым начальником А. С. Грибоедова, который в 1814 году описал деятельность Кологривова по подготовке пополнений в очерке «О кавалерийских резервах». В честь победы над Наполеоном и в знак признания заслуг, был награждён 20 мая 1814 года орденом Святого Владимира 1-й степени. Эта награда дала повод к празднеству, также описанному Грибоедовым (письмо издателю «Вестника Европы» 26 июня 1814 года) и свидетельствовавшему о той любви, которой Кологривов пользовался у офицеров своего корпуса.
По окончании войны вышел в отставку и поселился в Москве в своем роскошном доме на Тверском бульваре. Человек богатый и независимый Кологривов, по словам Жихарева, был известным хлебосолом и гулякой, и о нём говорили: «Кто у Малютина пообедает, а у Кологривова поужинает и к утру не умрет, тот два века проживет». Скончался скоропостижно и был похоронен на кладбище Свято-Данилова монастыря в Москве. На могиле его поставлен великолепный гранитный памятник с мраморным барельефом, представляющим около мужского бюста группу из плачущей вдовы с двумя детьми и 4 взрослыми девушками.
- Орден Святой Анны 2-й степени (07.11.1796)
- Орден Святой Анны 1-й степени (05.04.1797)
- Орден Святого Иоанна Иерусалимского командорский крест (14.11.1798)
- Орден Святого Александра Невского (24.09.1803)
- Бриллиантовые знаки к Ордену Святого Александра Невского (21.03.1806)
- Орден Святого Георгия 3 кл. (30.08.1807)
- Орден Святого Владимира 1 ст. большого креста (20.05.1814)

Иностранные:
- прусский Орден Чёрного Орла (09.11.1807)
- прусский Орден Красного Орла 1-й степени (09.11.1807)

## Дом
В 1823 году Андрей Семёнович построил на Тверском бульваре, 22, роскошный особняк в стиле классицизма. После его кончины вдова, Екатерина Александровна, владела им до 1838 года, после чего продала его в казну для квартиры и канцелярии обер-полицмейстера.

## Семья
Жена — Екатерина Александровна Челищева (27.06.1778—14.12.1857), фрейлина двора (1796), дочь генерал-лейтенанта Александра Ивановича Челищева от брака его с Марией Николаевной Огарёвой. По отзыву современника, в молодости была замечательной красавицей и пользовалась большим успехом в обществе. Муж её обожал и нередко ревновал к лицам, искавшим её внимания. Любезный разговор и мягкость манер генеральши Кологривовой невольно очаровывали собеседника. Разговор её был интересен и увлекателен, а кругозор весь пропитан аристократизмом идей и общежития. За заслуги мужа была пожалована в кавалерственные дамы ордена св. Екатерины (малого креста) (30.08.1814). Овдовев, поселилась на Новинском бульваре недалеко от Поварской, в доме Воронца, где и скончалась. Похоронена рядом с мужем и сыновьями на кладбище Свято-Данилова монастыря.
В браке были дети:
- Анна (1800—30.06.1842), в замужестве за Александром Евграфовичем Хлоповым (1793—1865).
- Мария (17.04.1803—19.03.1860), замужем за Н. Ф. Смирным (1790—1851), воронежским и харьковским вице–губернатором.
- Павел (23.08.1804[6]— ?),
- Екатерина (03.08.1805—31.01.1858), в замужестве за Иваном Фёдоровичем Похвисневым.
- Александра (21.10.1807— ?), замужем за камер-юнкером Петром Ивановичем Сабуровым (1802—1866).
- Михаил (24.11.1812—1851), после домашнего воспитания, для продолжения образования был отправлен своим опекуном Д. Н. Бегичевым за границу, где в июле 1830 года принял деятельное участие во Французской революции, сражался с парижскими рабочими и студентами на баррикадах. Вступив поручиком в корпус генерала Мины, собирался отправиться в Испанию и принять участие в неудачной экспедиции «Священного легиона». За вольнодумные мысли и за участие в мятежах Кологривов был заочно отдан под суд и лишен дворянства. В феврале 1832 года он прибыл в Берлин, где через дипломатическую миссию подал прошение на имя государя о прощении и позволении вернуться в Россию. На что и получил разрешение, с условием, что по возвращении немедленно вступить в военную службу рядовым с сохранением дворянского достоинства и всеми силами будет стараться загладить свою вину[7]. Служил на Кавказе в Егерском полку и вышел в отставку в звании подпоручика. Проживал в Одессе, где занимался благотворительностью и состоял почетным членом Одесского городского попечительства детских приютов. В 1844 году совершил путешествие в Иерусалим и на Восток.
- Семён (1815— ?)
- Николай (1816—1833), похоронен на кладбище Свято-Данилова монастыря.
- Александр (29.12.1819[8]—29.05.1836[9]), умер от чахотки, похоронен на кладбище Свято-Данилова монастыря.
- Надежда (18.10.1821[10]—1886), в первом браке за Г. П. Коновницыным; во втором — за князем А. М. Дондуковым-Корсаковым.